# Vârful Ciortea 2, Munții Făgăraș
Ciortea este un munte situat în Masivul Făgăraș. Vârful său principal este Vârful Ciortea 1. Vârful Ciortea 2 are o altitudine de 2.422 m. La poalele sale, înspre nord, se găsește lacul Avrig.

## Galerie foto

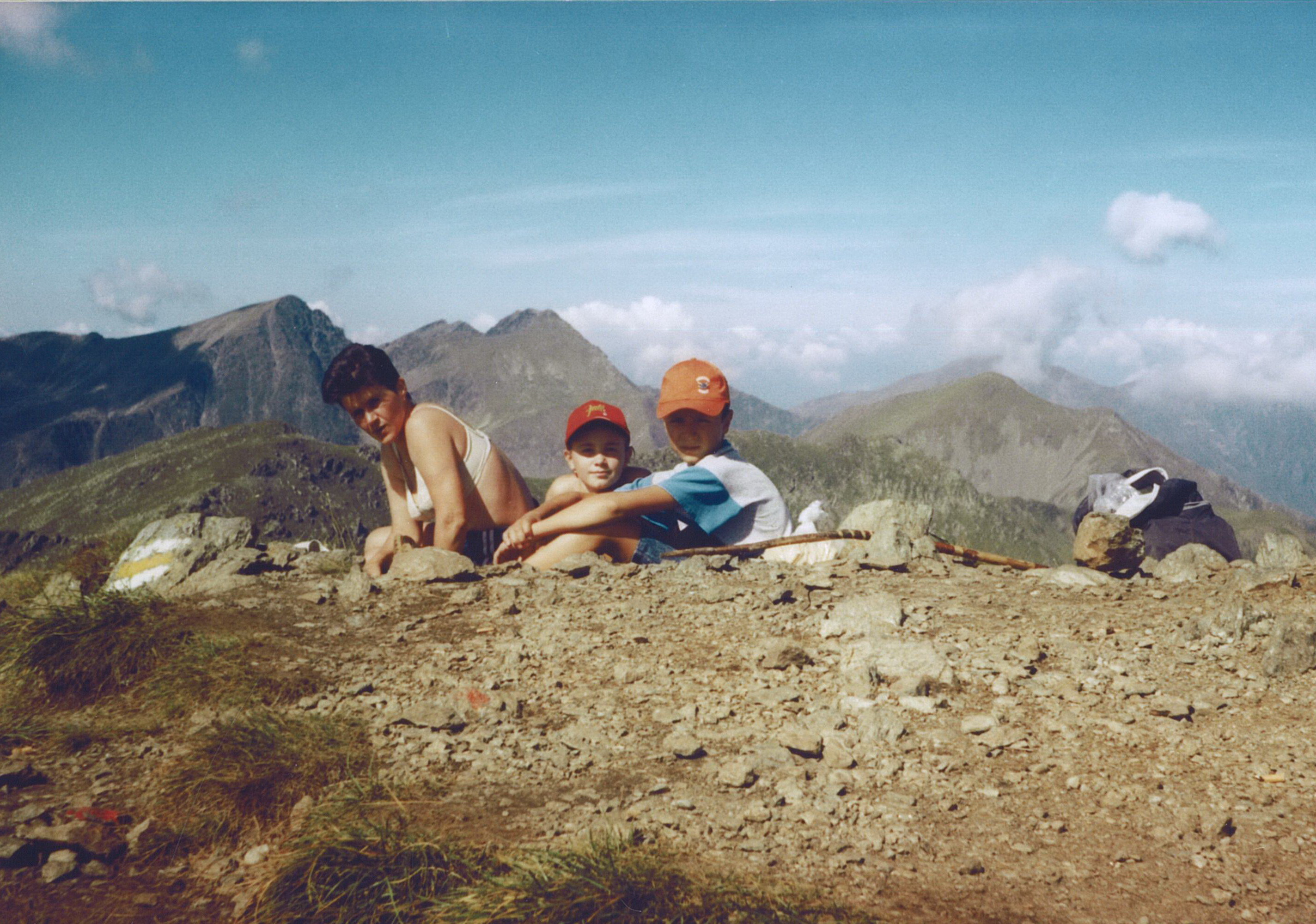
Vârful Ciortea